# Bian Jingzhao

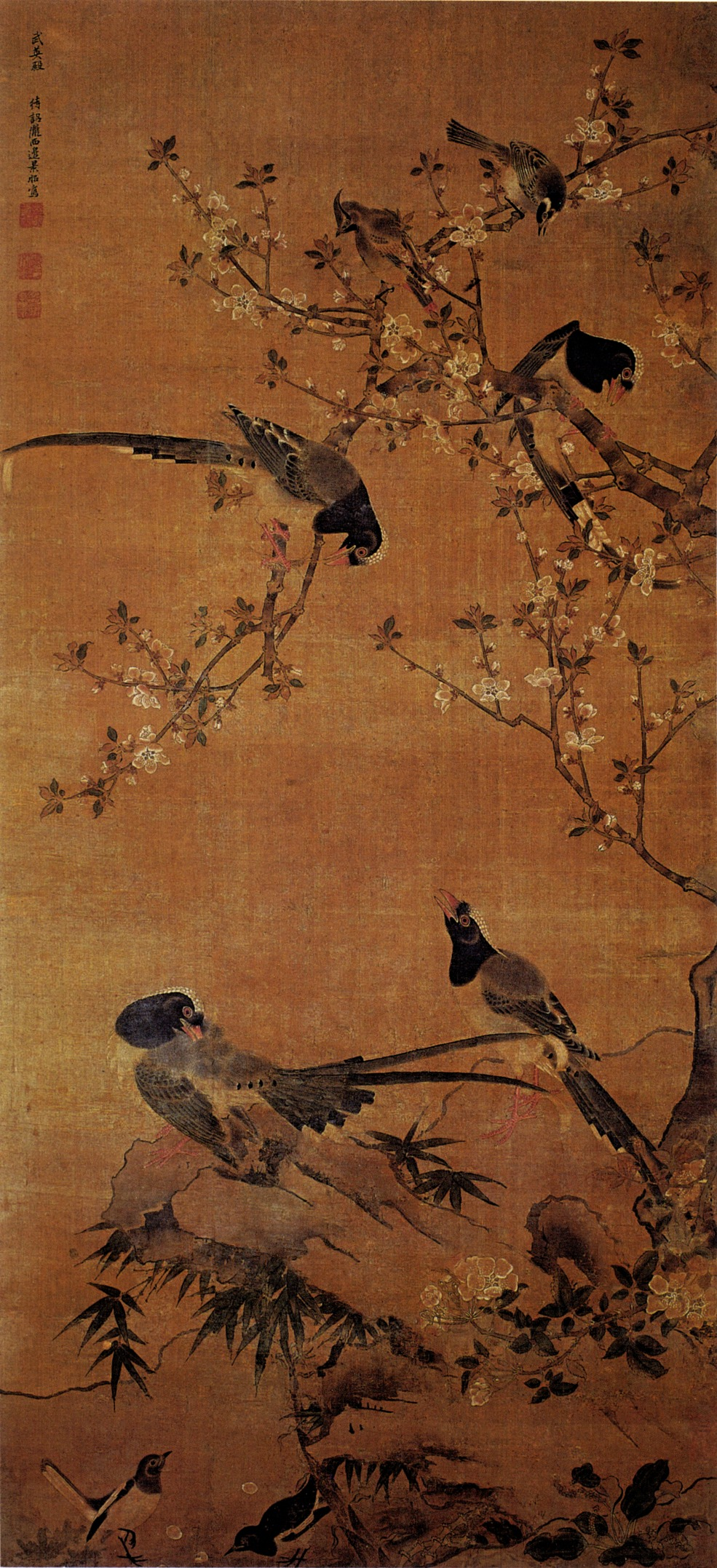
Vogels zwermen samen bij bloemen en bamboe
zijden hangende rol (Shanghai-museum)

Bian Jingzhao (Chinees: 邊景昭) was een Chinees kunstschilder in de vroege Ming-periode. Zijn omgangsnaam was Wenjin (文进).
Bian Jingzhao leefde in Longxi in de provincie Gansu. Zijn geboorte- en sterfjaar zijn niet bekend. Bian was actief als schilder van 1426 tot 1435 en is onder andere bekend om zijn vogel- en bloemschilderingen in de gongbi-stijl.
- Gemeinsame Normdatei: 1195844646
- International Standard Name Identifier: 0000 0000 6426 4591
- Library of Congress Control Number: nr97026368
- Nationale bibliotheek van Australië: 36724834
- Trove: 1433151
- Union List of Artist Names: 500334675
- Virtual International Authority File: 22049667
- WorldCat: E39PBJrwR78TCfjQggJgMCVBfq